# 国際連合ネパール支援団
国際連合ネパール支援団（こくさいれんごうネパールしえんだん、英語: United Nations Mission in Nepal、略称: UNMIN）は、かつてネパールで活動していた国際連合の特別政治ミッション。ネパール共産党毛沢東主義派（略称: 毛沢東主義派・マオイスト・毛派）の武装解除の監視及びネパール内戦終了後のネパール議会選挙の準備を支援していた。2007年1月23日の国際連合安全保障理事会決議1740に基づき設立され、2011年1月15日に終了した。

## 概要
2007年（平成19年）1月23日、国際連合安全保障理事会でUNMINを設立する安全保障理事会決議第1740号を全会一致で採択。2月18日、UNMINは、毛派の武装解除のための武器・兵力の登録作業が完了と報告。
ネパールの制憲議会は新憲法制定を2010年5月28日に公布することを目指して作業を行っていたが、作業が難航し制憲議会の設置期間を1年延長した。同議会の期間延長の際、毛沢東主義派を含む主要政党間で合意された項目に首相の早期辞任があり、今年6月に首相が辞任を表明。9月に同国政府が活動延長の要請をしなかったことを受け、国連安全保障理事会は2011年1月15日でUNMINの任務を終了することを決めた。

## 歴代代表
- イアン・マーティン（英語版）（2007年2月8日[4] - 2009年2月3日）
- カリン・ランドグレン（英語版）（2009年2月3日[5] - 2011年1月15日）

## 日本政府の対応
- 2007年
  - 1月末～2月上旬に調査団を派遣して現地情勢の把握とUNMIN参加の是非を検討[6]。
  - 2月20日、国際平和協力法に基づき停戦監視要員を数人派遣するための準備指示を発出[7]。
  - 3月7日～3月12日には改めて調査団を派遣した[8]。
  - 3月30日、国連からの要請を受け国際平和協力法に基づき、UNMINに軍事監視要員6名・連絡調整要員5名を派遣することになり、日本を出発した[9][10]。

- 2008年
  - 3月7日 - 第2次軍事監視要員として6名、連絡調整要員として5名を派遣。
  - 3月18日 - 第1次軍事監視要員が任務終了に伴い帰国。

- 2009年
  - 3月6日 - 閣議決定に基づき、自衛隊員の派遣期間を6ヶ月延長。
  - 3月13日 - 第3次軍事監視要員6名が出国。
  - 8月25日 - 閣議決定に基づき、2010年(平成22年)3月31日まで延長。

- 2010年
  - 3月2日 - 閣議決定に基づき派遣期間を4ヶ月延長（2010年7月31日）。
  - 3月21日 - 第4次軍事監視要員が出国。
  - 7月16日 - 閣議決定に基づき派遣期間を2010年11月30日まで4ヶ月延長。
  - 11月16日 - 閣議決定に基づき派遣期間を4ヶ月延長（2011年3月31日）。
  - 11月18日 - 連絡調整要員1名が出国。

- 2011年1月15日（現地時間） - 活動終了[11]。